# プレイング・ザ・ピアノ2009ジャパン
『プレイング・ザ・ピアノ2009ジャパン』（Playing the Piano 2009 Japan）は2009年9月23日にリリースされた坂本龍一のライブ・アルバム。

## 解説
2009年に日本全国で行われた坂本のライブツアーで演奏された曲から坂本が選曲。4月28日に行われた東京オペラシティコンサートホールでの映像はDVD『watch-ryuichi sakamoto playing the piano 2009 japan』で確認できる。

## ディスクジャケット
三方背BOX・ダブル紙ジャケット・B2ポスター付属。

## 選曲過程
ツアーでは合計505曲演奏。収録曲の一つ「hibari」は全24公演で弾いているため、一通り聴くだけで4時間かけた。この中からさらにベストのものを選ぶのに1日を費やした。最初に満足できる55曲を絞り込んだが、CD4枚分となるため、27曲に絞り込んだ。

## 収録曲
全作曲：坂本龍一

### Disc.1
1. hibari
アルバム『アウト・オブ・ノイズ』収録。
2. composition 0919
アルバム『アウト・オブ・ノイズ』収録。
3. put your hands up
シングル『ウラBTTB』収録。
4. 水の中のバガテル
アルバム『Works1-CM』収録。
5. tango
アルバム『スムーチー』収録。
6. amore
アルバム『ビューティ』収録。
7. ambiguous lucidity (hokuren)
シングル『nord』収録。
8. a flower is not a flower
ベスト・アルバム『the very best of gut years 1994-1997』収録。
9. before long
アルバム『ネオ・ジオ』収録。
10. energy flow
シングル『ウラBTTB』収録。
11. mc8_(tong poo)
イエロー・マジック・オーケストラ（YMO）のアルバム『イエロー・マジック・オーケストラ』収録。
12. Merry Christmas Mr.Lawrence
サウンドトラック『メリー・クリスマス・ミスター・ローレンス』収録。
13. the last emperor
サウンドトラック『ラストエンペラー』収録。
14. rain
サウンドトラック『ラストエンペラー』収録。

### Disc.2
1. the sheltering sky
サウンドトラック『シェルタリング・スカイ』収録。
2. sweet revenge
アルバム『スウィート・リヴェンジ』収録。
3. highheels
サウンドトラック『ハイヒール』収録。
4. bolerish
サウンドトラック『ファム・ファタール』収録。
5. silk
サウンドトラック『シルク』収録。
6. self portrait
アルバム『音楽図鑑』収録。
7. 美貌の青空
アルバム『スムーチー』収録。
8. perspective
YMOのアルバム『サーヴィス』収録。
9. behind the mask
YMOのアルバム『ソリッド・ステイト・サヴァイヴァー』収録。
10. tibetan dance
アルバム『音楽図鑑』収録。
11. 1919
セルフカバー・アルバム『1996』収録。
12. thousand knives
アルバム『千のナイフ』収録。
13. parolibre
アルバム『未来派野郎』収録。

## ツアー・スケジュール
| #  | 日付    | 都市   | 会場                                |
| -- | ------- | ------ | ----------------------------------- |
| 1  | 3月18日 | 東京   | 東京国際フォーラム ホールC          |
| 2  | 3月19日 | 東京   | 東京国際フォーラム ホールC          |
| 3  | 3月20日 | 東京   | 東京国際フォーラム ホールC          |
| 4  | 3月22日 | 京都   | 京都府立府民ホール アルティ         |
| 5  | 3月24日 | 高知   | 高知市文化プラザかるぽーと          |
| 6  | 3月25日 | 岡山   | 岡山シンフォニーホール              |
| 7  | 3月27日 | 大阪   | サンケイホールブリーゼ              |
| 8  | 3月28日 | 大阪   | サンケイホールブリーゼ              |
| 9  | 3月29日 | 富田林 | すばるホール                        |
| 10 | 4月01日 | 富士   | 富士市文化会館ロゼシアター 大ホール |
| 11 | 4月02日 | 名古屋 | 愛知県芸術劇場 大ホール             |
| 12 | 4月04日 | 広島   | ALSOKホール                         |
| 13 | 4月05日 | 福岡   | 福岡サンパレス 大ホール             |
| 14 | 4月07日 | 長崎   | 長崎市公会堂                        |
| 15 | 4月09日 | 多治見 | 多治見市文化会館                    |
| 16 | 4月11日 | 松本   | まつもと市民芸術館                  |
| 17 | 4月15日 | 新潟   | 新潟県民会館                        |
| 18 | 4月17日 | 富山   | 富山市芸術文化ホール                |
| 19 | 4月19日 | 札幌   | 札幌コンサートホールKitara 大ホール |
| 20 | 4月23日 | 相模原 | 相模原市立文化会館 大ホール         |
| 21 | 4月24日 | 川口   | 川口総合文化センター メインホール   |
| 22 | 4月25日 | 仙台   | 仙台市民会館 大ホール               |
| 23 | 4月28日 | 東京   | 東京オペラシティ コンサートホール   |
| 24 | 4月29日 | 東京   | 昭和女子大学人見記念講堂            |